# Reunion in Vienna
Reunion in Vienna és una pel·lícula pre-codi de la MGM dirigida per Sidney Franklin i protagonitzada per John Barrymore i Diana Wynyard. Basada en l’obra teatral homònima de Robert E. Sherwood, es va estrenar el 16 de juny de 1933, Pel seu treball en aquesta pel·lícula, George J. Folsey va ser nominat a l'Oscar a la millor direcció artística en la cerimònia d'aquell any.

## Argument
Elena Krug, l’esposa del reconegut psicoanalista vienès Dr. Anton Krug, passa una tarda revivint vells records al Palau de Schoenbrunn, l'antiga residència de la família imperial, on de jove va ser cortejada pel famós playboy, l'arxiduc Rudolf Maximilian, que ara viu exiliat a París on ha estat treballant com a taxista. d'Habsburg. Quan torna a casa, Elena s'assabenta que Rudolf està travessant la frontera austríaca per participar en una celebració del cent aniversari del naixement de l'emperador. Malgat que assegura al seu marit que ha trencat amb el passat, ell insisteix que vagi a la festa.
Quan comença la festa, arriba Rudolf, disfressat, i demana a l’amfitriona, Frau Lucher, per Elena. Frau Lucher intenta dissuadir el persistent Rudolf de veure’s amb Elena, però aquesta arriba massa aviat per ser advertida. Davant la insistència de Rudolf, Elena li diu que ella realment estima el seu marit. Impertèrrit, Rudolf li substreu l'anell de casament i prova diversos mètodes per portar-la al seu llit per passar la nit. Després que Elena aconsegueixi escapar del dormitori, Rudolf la segueix fins a casa sense intimidar-se pels policies que l'estan buscant a la festa. Tot i que l'Anton es mostra al principi civilitzat, el comportament egocèntric i descarat de l'arxiduc envers Elena l'obliga a desafiar en Rudolf a una baralla. Abans de donar el primer cop, però, Anton recupera el seny i expressa la seva consternació perquè Rudolf hagi aconseguit provocar-lo per gelosia. En aquell moment, Rudolf descobreix que la policia és a l'edifici i, a instàncies d'Elena, accepta amagar-se mentre Anton parla amb ells. Poc després, Anton torna i informa a l'Elena que, per salvar Rudolf, ha de marxar a veure el prefecte de policia.
En adonar-se del sacrifici d'Anton, Rudolf, el sentit de l'honor del qual li impedeix seduir l'esposa d'un benefactor, lamenta l'enginy del seu rival. Elena consola Rudolf, que finalment admet que, mentre ella sigui una dona fidel els seus dies com a canalla s'han acabat. L'endemà al matí, Rudolf entreté Elena i el seu sogre xerrant durant l'esmorzar. Quan Anton, que ha estat organitzant l’arribada segura a la frontera de l'arxiduc, torna a casa aquest li llisca l'anell de noces d'Elena a la mà i s'acomiada amablement.

## Repartiment
- John Barrymore (arxiduc Rudolf von Habsburg)
- Diana Wynyard (Elena Krug)
- Frank Morgan (Dr. Anton Krug)
- Henry Travers (pare King)
- May Robson (Frau Lucher)
- Eduardo Ciannelli (Pofferoff)
- Una Merkel (Ilsa Hinrich)
- Bodil Rosing (Kathie, criada dels Krug)
- Bela Loblov (músic)
- Morris Nussbaum (músic)
- Nella Walker (comtessa Von Stainz)
- Hebert Evans (comte Von Stainz)